# Dead Cert
Dead Cert is een Britse thriller uit 1974 onder regie van Tony Richardson. 

## Verhaal
De Engelse paardenfokker Bill Davidson verongelukt op de renbaan. Zijn vriend Alan York komt erachter dat zijn paard gedrogeerd was. Hij gaat op zoek naar de daders en kruist zo het pad van een criminele bende, die grof geld verdient door weddenschappen te vervalsen.

## Rolverdeling
| Acteur           | Personage      |
| ---------------- | -------------- |
| Scott Antony     | Alan York      |
| Judi Dench       | Laura Davidson |
| Michael Williams | Sandy Mason    |
| Nina Thomas      | Penny Brocker  |
| Julian Glover    | Lodge          |
| Mark Dignam      | Clifford Tudor |
| John Bindon      | Walter         |
| Joseph Blatchley | Joe Nantwich   |
| Ian Hogg         | Bill Davidson  |
| Sean Lynch       | Sid            |
| Hideo Saito      | Yuko           |
| Geoffrey Bateman | Everest        |
| Mick Dillon      | Jockey         |
| Bill Fraser      | Oom George     |
| Frank Gentry     | Zigeuner       |